# The Dandy Lion
The Dandy Lion es un corto de animación estadounidense de 1940, de la serie Animated Antics. Fue producido por los estudios Fleischer y distribuido por Paramount Pictures.

## Argumento
Una niña india se hace amiga de un león, pero el resto de la tribu no lo acepta en el poblado. Entonces la niña decide hacerlo pasar por un perro.

## Realización
The Dandy Lion es la primera entrega de la serie Animated Antics (bufonadas animadas) y fue estrenada el 20 de septiembre de 1940.